# Algansea tincella
El pupo del valle (Algansea tincella) es una especie de pez de la familia Cyprinidae.

## Reproducción
Es ovíparo.

## Hábitat
Es un pez de agua dulce.
Ubicuo en muy diversos hábitat, desde arroyos (de tamaño variable) hasta grandes lagos.

## Distribución geográfica
Se encuentran en México.
En particular, distribuido ampliamente en cuencas endorreicas (Valle de México, río Grande de Morelia) y en aguas de la vertiente del Pacífico, cuenca del río Lerma y contiguas; vertiente del Atlántico, partes altas del río San Juan del Río y Santa María del Río (cuenca del río Pánuco).

## Biología
Esta carpita desova probablemente desde fines de mayo hasta julio y puede ser que migre del lago de Chapala a sus tributarios para reproducirse.
Máxima longitud conocida, 175 mm.